# Reformed Presbyterian Church of Ireland

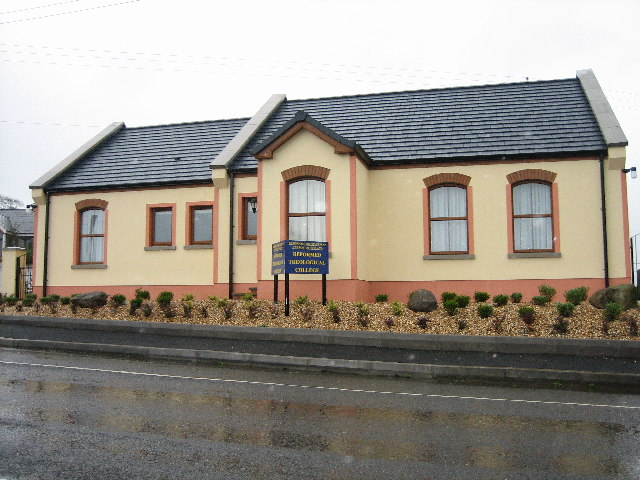
Reformed Theological College van het kerkverband

De Reformed Presbyterian Church of Ireland is een bevindelijk gereformeerd kerkgenootschap in Noord-Ierland (en deels in Ierland). Het kerkverband is gesticht in 1811 door Schotse emigranten, afkomstig uit de Reformed Presbyterian Church of Scotland. Het kerkverband heeft 2.033 doopleden (2007), verdeeld over 49 gemeenten. Het totaal aantal leden bedraagt ongeveer 6.500. Van deze gemeenten bevinden zich er 5 in Ierland.
In de gemeenten worden enkel psalmen gezongen, geen gezangen (a capella). Als Bijbelvertaling gebruikt men de King James Version. Verder stemmen de meeste kerkleden niet, uit principe. Vrouwen mogen niet verkozen worden als ambtsdrager. Er zijn hechte banden met de Reformed Presbyterian Church of Scotland, van waaruit het kerkverband is ontstaan.